# Аніта Лус
Корінна Аніта Лус (англ. Corinne Anita Loos; нар. 26 квітня 1888, Маунт-Шаста, Каліфорнія, США — пом. 18 серпня 1981, Нью-Йорк, штат Нью-Йорк, США) — письменниця, відома як перша жінка-сценарист Голлівуду.
Чоловіки:
- Frank Pallma, Jr. (1915–19, розлучення);
- Джон Емерсон, письменник, сценарист, кінорежисер, продюсер і актор; у шлюбі з 15 червня 1919 і до його смерті 1956.

## Біографія
Аніта Лус Корінна народилася в місті Сіссон, штат Каліфорнія (сьогодні Маунт-Шаста), де її батько, Річард Бірс Лус (англ. Richard Beers Loos, 4 жовтня 1860 — 6 березня 1944), був журналістом і газетним видавцем, в якій її мати, Мінерва «Мінні» Сміт робила велику частину роботи видавця газети. У Аніти Лус були два рідних брати, старший згодом з'явиться засновником медичної установи (англ. Ross-Loos Medical Group).
У 1892 році сім'я переїхала в Сан-Франциско, де Річард Бірс Лус купив газету Драматичні події (завуальовану версію британської Police Gazette), на гроші які його дружина Мінерва запозичила від свого батька.

## Твори
Gentlemen Prefer Blondes: The Intimate Diary of a Professional Lady. NY: Boni & Liveright, 1925
В українському перекладі Анатолія Волковича роман вийшов під назвою "Джентлмени воліють білявих" (Вид-во "Український робітник",1930).
Екранізація: Джентльмени віддають перевагу білявкам.
```
http://chtyvo.org.ua/authors/Corinne_Anita_Loos/Dzhentlmeny_voliiut_biliavykh_vyd_1930/
 
[
Архівовано
 29 жовтня 2019 у 
Wayback Machine
.
]
```

## Вибрана фільмографія
| Рік  |   | Українська назва                       | Оригінальна назва               | Роль                    |
| ---- | - | -------------------------------------- | ------------------------------- | ----------------------- |
| 1916 | ф | Американець                            | The Americano                   | сценаристка             |
| 1916 | ф | Нетерпимість                           | Intolerance                     | сценаристка             |
| 1916 | ф | Загадка летючої риби                   | The Mystery of the Leaping Fish | сценаристка             |
| 1916 | ф | Його фотографія в газетах              | His Picture in the Papers       | сценаристка             |
| 1919 | ф | Чеснотна спокусниця                    | A Virtuous Vamp                 | сценаристка             |
| 1919 | ф | Темпераментна дружина                  | A Temperamental Wife            | сценаристка, продюсерка |
| 1919 | ф | Острів завоювання                      | The Isle of Conquest            | сценаристка             |
| 1920 | ф | Фірмова жінка                          | The Branded Woman               | сценаристка             |
| 1920 | ф | Небезпечний бізнес                     | Dangerous Business              | сценаристка, продюсерка |
| 1920 | ф | Два тижні                              | Two Weeks                       | сценаристка             |
| 1920 | ф | Ідеальна жінка                         | The Perfect Woman               | сценаристка             |
| 1920 | ф | Любовний експерт                       | The Love Expert                 | сценаристка, продюсерка |
| 1921 | ф | Місце жінки                            | Woman's Place                   | сценаристка             |
| 1921 | ф | Мамині справи                          | Mama's Affair                   | сценаристка             |
| 1922 | ф | Дурощі Поллі                           | Polly of the Follies            | сценаристка             |
| 1922 | ф | Червона гаряча романтика               | Red Hot Romance                 | сценаристка, продюсерка |
| 1925 | ф | Навчитися любити                       | Learning to Love                | сценаристка             |
| 1932 | ф | Рудоволоса бестія                      | Red-Headed Woman                | сценаристка             |
| 1933 | ф | Бережи свого чоловіка                  | Hold Your Man                   | сценаристка             |
| 1933 | ф | Дівчина з Міссурі                      | The Girl from Missouri          | сценаристка             |
| 1936 | ф | Сан-Франциско                          | San Francisco                   | сценаристка             |
| 1937 | ф | Саратога                               | Saratoga                        | сценаристка             |
| 1939 | ф | Жінки                                  | The Women                       | сценаристка             |
| 1940 | ф | Дивний вантаж                          | Strange Cargo                   | адаптація               |
| 1940 | ф | Сьюзен і Бог                           | Susan and God                   | сценаристка             |
| 1941 | ф | Квіти в пилу                           | Blossoms in the Dust            | сценаристка             |
| 1941 | ф | Коли дами зустрічаються                | When Ladies Meet                | сценаристка             |
| 1941 | ф | Вони зустрілися в Бомбеї               | They Met in Bombay              | сценаристка             |
| 1945 | ф | Дерево росте в Брукліні                | A Tree Grows in Brooklyn        | сценаристка             |
| 1953 | ф | Джентльмени віддають перевагу білявкам | Gentlemen Prefer Blondes        | сценаристка             |